# 村岡兼幸
村岡 兼幸（むらおか かねゆき、1957年6月21日 - ）は、日本の実業家。村岡建設工業代表取締役社長。日本青年会議所（JC）の第46代会頭を務めた。父は内閣官房長官を務めた衆議院議員の村岡兼造、弟は衆議院議員の村岡敏英。

## 経歴
秋田県本荘市（現由利本荘市）生まれ。本荘市立南中学校、秋田県立本荘高等学校、青山学院大学経営学部卒業。
大学卒業後、地域における「まちづくり運動」の青年会議所に15年間かかわり、1990年（平成2年）、社団法人由利本荘青年会議所理事長に就任した。その後、社団法人日本青年会議所の常任理事、専務理事、副会頭を歴任、1997年（平成9年）には日本青年会議所第46代会頭に就任した。スローガンは「小さなデモクラシーが未来をひらく」であった。
2001年（平成13年）の秋田県知事選挙に立候補し、自由民主党・公明党・保守党の推薦を得たが、現職の寺田典城に大差をつけられ敗退した。
地方分権とNPOによる「社会システムの変革」が必要であるとの持論を展開しており、著書もある。青年経済人政策研究会理事長、総務省新ふるさとづくり懇談会委員、財団法人まちづくり市民財団理事長、由利本荘市本荘地域協議会副会長などの公務を経験した。
2016年10月、代表取締役会長となった叔父の後任として、村岡建設工業の社長に昇格。

## 著書
- 村岡兼幸/まちづくり市民財団『NPO!?なんのためだれのため―「NPOとまちづくり」現場からの本音トーク』時事通信出版局、2007年4月。ISBN 978-4788707542。

## 親族
- 父：村岡兼造
- 弟：村岡敏英